# 梅多拉
梅多拉（義大利語：Medolla），是意大利摩德纳省的一个市镇。总面积26平方公里，人口6315人，人口密度242.9人/平方公里（2009年）。ISTAT代码为036021。